# Giorgio Simeoni
Giorgio Simeoni (Trevignano Romano, 15 gennaio 1959) è un politico italiano.

## Biografia
Si è laureato in giurisprudenza, ed è diventato un imprenditore. È stato presidente dell'interporto di Civitavecchia e Vicepresidente della Regione Lazio con delega alla formazione nella giunta presieduta da Francesco Storace. Inoltre, ha coordinato la campagna elettorale di Forza Italia per le elezioni amministrative della capitale nel 2006.
Nella XV Legislatura è eletto deputato alla Camera nelle file di Forza Italia, nella circoscrizione Roma 1. È stato membro della commissione ambiente, territorio e lavori pubblici. Il 22 aprile 2008 è stato eletto deputato del Popolo della Libertà, nella stessa circoscrizione. Dal 21 maggio 2008 ha fatto parte della IX Commissione (Trasporti, Poste e Telecomunicazioni) della Camera dei Deputati, rimanendo in carica fino al 14 marzo 2013.
Alle Elezioni regionali nel Lazio del 2023 risulta eletto nella lista di Forza Italia (2013) con più di 6000 preferenze personali.